# Emil Boroghină
Emil Boroghină (numele de scenă al lui Emilian Elizian Boroghină; n. 23 ianuarie 1940, Corabia, județul Olt) este un actor român.

## Biografie
A absolvit Institutul de Artă Teatrală și Cinematografică București - Facultatea de Teatru, Secția Actorie, în 1963. 22 de ani mai târziu (1985), a absolvit cursurile postuniversitare ale Facultății de Regie, din cadrul Institutului de Artă Teatrală și Cinematografică București. Între 1963 și 1988 a fost actor al Teatrului Național din Craiova. A fost director al Teatrului Național din Craiova între 1988 și 2000. În calitate de actor al Teatrului Național din Craiova, Emil Boroghină a realizat o serie de roluri importante din dramaturgia românească și universală printre care Iakorev în "Cei din urmă" (piesa de debut) de Maxim Gorki, Lope în "Castiliana" de Lope de Vega, Siro în "Mandragola" de Niccolò Machiavelli, Proca Purici în "O familie îndoliată" de Branislav Nușici, Ioniță în "Opinia publică" și Ion Bocioacă în "Interesul general" de Aurel Baranga, Rică Venturiano din "O noapte furtunoasă" de I.L. Caragiale, Doctorul Rank din "Nora" de Henrik Ibsen, Bufonul L’Angely din "Marion Delorme" de Victor Hugo, Profesorul Ghermănescu în "Vârstele dragostei" de Tudor Mușatescu, Tudor din "Un suflet romantic" de Tudor Popescu, etc. 
În 1994, Emil Boroghină a fondat Festivalul Internațional Shakespeare, festival considerat unul dintre cele mai importante de acest gen din lume. Este Societar de Onoare al Teatrului Național din Craiova și membru al Senatului UNITER.  Prin organizarea Festivalului Internațional Shakespeare, care a câștigat de-a lungul existenței o binemeritată notorietate națională și internațională, Craiova devine capitală europeană a teatrului de calitate. Personalități marcante, regizori recunoscuți pe plan mondial cum sunt Declan Donnellan, Eimuntas Nekrosius, Lev Dodin, Robert Wilson, Silviu Purcărete, Peter Brook, Thomas Ostermeier, Luk Perceval, Romeo Castelucci, George Banu, Philip Parr, Yukio Ninagawa și-au prezentat spectacolele de excepție în cadrul programului festivalier. 
Director al Teatrului Național Craiova între 1988 și 2000, perioadă în care Naționalul craiovean devine unul dintre cele mai apreciate teatre din Europa Centrală și de Răsărit, izbutind în decurs de 10 ani un număr record de participări la mari festivaluri internaționale, de pe toate continentele lumii, 97, printre care festivalurile de la Edinburgh, Avignon, Tokyo, Seoul, Singapore, Melbourne, New York, Montreal, São Paulo, Cairo, Paris, Londra, Belfast, Dublin, Glasgow, Lisabona, Barcelona, Amsterdam, Bruxelles, Luxemburg, München, Viena, Roma, Atena, Istanbul, Ierusalim, Stockholm, Copenhaga, Bergen, Gdansk și altele. În această perioadă, Teatrul Național Craiova este distins cu 12 premii internaționale și peste 100 de premii naționale de creație.
George Banu definea Festivalul Shakespeare drept: „extrem de curajos, extrem de radical. Dacă festivalul de la Sibiu este unul de deschidere, cel de la Craiova este unul de focalizare.” Michel Vais scria în amplul său articol din revista canadiană, Le Jeu, că „este, fără îndoială, cel mai important festival din lume, de acest fel, consacrat bardului englez, într-o țară nonanglofonă”, iar Maria Shevtsova, în revista New Theatre Quarterly, de la Cambridge University Press, spunea că este „un festival uluitor”. Festivalul Internațional Shakespeare este „opera vieții lui Emil Boroghină”, după cum nota Alice Georgescu în revista Dilema veche în 2010. Ediția din anul 2010 s-a desfășurat cu subtitlul „Constelația Hamlet (Shakespeare și noua realitate teatrală)”, iar cea din anul 2012 s-a numit „Lumea-i o scenă și toți oamenii actori”. Ediția din 2014, „Shakespeare al tuturor”, al cărei program Michael Dobson – director al Institutului Internațional Shakespeare de la Stratford-upon-Avon – l-a apreciat ca fiind „senzațional”, a fost un prilej de sărbătorire a marelui dramaturg (450 de ani de la naștere), iar cea din 2016 (anul comemorării a 400 de ani de la moartea dramaturgului), a avut ca temă „Shakespeare pentru eternitate”.
Actorul Emil Boroghină a revenit în 2002 în calitate de actor pe scena Teatrului Național din Craiova, după o întrerupere autoimpusă de 14 ani, în rolul arhivarului Chirică din comedia „Omul cu mârțoaga”, de George Ciprian (prezentată în cadrul Anului teatral „Caragiale et Comp.“), singurele apariții ca actor-recitator, în această lungă perioadă fiind cele din recitalul „Mihail Eminescu - luceafărul poeziei românești”, prezentat în noiembrie 1995 pe scena cunoscutului Théâtre Poème din Bruxelles și în ianuarie 2000 la Filarmonica din Oltenia.
În data de pe 15 ianuarie 2019, la Sala „George Constantin” (Teatrul Nottara), recitalul extraordinar „De la Ovidiu, exilatul de la Pontul Euxin, la Mihai Eminescu, luceafărul din țara Mioriței”, susținut de actorul Emil Boroghină, a fost dedicat exercitării de către România a Președinției Consiliului Europei în prima jumătate a anului 2019. Recitalul a fost precedat de conferința Limba latină, prima instituție a Europei, susținută de conferențiarul Radu Boroianu. La inițiativa domnului Emil Boroghină, Societar de onoare al Teatrului Național „Marin Sorescu”, decorat de Președinția României, cu Ordinul Național Serviciul Credincios în grad de Ofițer, la Craiova, în anul 2020 a luat naștere Teatrul POESIS, primul de acest fel din România. Spectacolul inaugural a fost susținut la sala Amza Pellea, din Teatrul Național „Marin Sorescu”, de către fondatorul său, actorul Emil Boroghină. Spectacolul-premieră 'Cântarea Cântărilor', unul dintre marile poeme de dragoste ale lumii, prezentat în prima parte, a fost urmat de o selecție de sonete din operele lui Dante, Petrarca, Michelangelo, Ronsard, Shakespeare și Eminescu. 

## Spectacole de recitare din lirica lumii
- Recitindu-l pe Shakespeare - Lumea-ntreagă e o scenă și toți oamenii-s actori, recital de monologuri shakespeariene, regia: Alina Hiristea, 2012;
- Recitându-l pe Eminescu… La steaua care-a răsărit - Sala „Ion D. Sîrbu” a Teatrului Național Craiova, 2012
- De la Shakespeare și Hamlet la Eugen Ionescu și Bérenger, regia: Alina Hiristea, 2013;
- Voievozii neamului – ctitori și martiri, recital de poezie, regia: Alina Rece, 2014;
- Mai tare decât moartea e iubirea – din poezia de dragoste a lumii / Cântarea cântărilor, recital de poezie. Partea I: Cântarea Cântărilor (poem biblic); Partea II: Oricărui suflet cărui domn e dorul (sonete de Dante Aligheri, Francesco Petrarca, Michelangelo, Pierre de Ronsard, William Shakespeare și Mihai Eminescu); regia: Alina Hiristea, 2015 - 2020;
- Bérenger, spectacol pe textul Ucigaș fără simbrie de Eugen Ionescu, regia: Alina Hiristea, 2016;
- Ovidiu – Tristele și Ponticele, recital de poezie, regia: Alina Hiristea, 2015 - 2020;
- Sunt suflet în sufletul neamului meu - Limba română este patria mea, recital de poezie, regia: Alina Hiristea, 2018;
- De la Ovidiu la Mihai Eminescu, recital de poezie dedicat împlinirii a 2000 de ani de la moartea la Tomis a lui Publius Ovidius Naso, pe scena Teatrului National „SATIRICUS I. L. Caragiale”, din Chișinău, regia: Alina Hiristea, 22 martie 2017;
- Cântecul vârstelor - spectacol de poezie populară, recital de poezie, regia: Alina Hiristea, 2019;
- Treptele Unirii - Prețuiți-vă eroii!, recital de poezie, regia: Alexandru Mâzgăreanu, 2019;
- Călătoria lui Dante, după Divina Comedie de Dante Alighieri, regia: Alina Hiristea, iunie 2021. Montarea marchează 700 de ani de la moartea lui Dante și este o co-producție Teatrul Nottara, Teatrul Național Marin Sorescu, Craiova, și Teatrul Poesis;
- Shakespeare – sunet și cuvânt, la Palatul Patriarhiei din București, alături de Corul Național de Cameră „Madrigal – Marin Constantin” - 6 martie 2024.

## Filmografie
- Balul de sîmbătă seara (1968)

## Distincții și Premii
- Director al Teatrului Național Craiova (1988-2000);
- Președinte de onoare al Festivalului Internațional al teatrelor de păpuși și marionete  de la Craiova, 2002
- Fondator (din 1994) și director al Festivalului Internațional „Shakespeare”;
- Președinte al Fundației „William Shakespeare” Craiova;
- Vicepreședinte al Rețelei Europene a Festivalurilor Shakespeare (2010);
- Societar de onoare al Teatrului Național „Marin Sorescu” (2004);
- Membru al juriului Galei UNITER (2004);
- Membru de onoare al Uniunii Muzicienilor Interpreți din România, în cadrul celei de-a IV-a ediții a Galei Premiilor UNIMIR, ce a avut loc în Sala Mică a Ateneului Român (octombrie 2014);
- Cetățean de Onoare al Municipiului Craiova (1999) - pentru activitate susținută în promovarea valorii Teatrului Național din Craiova în țară și peste hotare, acordat de Primăria și Consiliul Local Craiova - și orașului Corabia (2006);
- Fondatorul al Teatrului de poezie „Poesis” (2020);
- Premiul "Felix Aderca”, al Asociației Scriitorilor Israelieni de Limbă Română pentru meritele teatrului craiovean în scoaterea la lumină cu strălucire artistică a unei piese de Felix Aderca (1991);
- Premiul pentru directorat, acordat de secția de critică a UNITER, 1991;
- Premiul pentru cel mai bun Director al anului, acordat de Secția română a Asociației Internaționale a Criticilor de Teatru, 1993;
- Din 1993, American Biographical Institute a decis să includă numele lui Emil Boroghină în cea de-a V-a ediție a „International Directory of Distinguished Leadership”, publicată în 1994;
- Premiul pentru cea mai importantă personalitate a teatrului românesc, acordat de Fundația pentru teatru și film „Tofan”, 1995;
- Premiul „Omul anului 1995”, acordat de American Biographical Institute;
- Premiul pentru cel mai bun manager de teatru, acordat de British Council și Uniunea Teatrală din România, 1997;
- Premiul „Euro” pentru contribuția deosebită în sprijinul integrării României în structurile europene, acordat de Fundația „România - generația următoare”, 1998;
- Premiul criticii pentru afirmarea teatrului românesc în lume, acordat de Secția română a Asociației Internaționale a Criticilor de Teatru, 1998;
- Diploma de Excelență pentru modul excepțional în care a condus destinul artistic al teatrului în perioada 1988-2000, acordată de Secția română a Asociației Internaționale a Criticilor de Teatru, cu prilejul Aniversării a 150 de ani a fondării Teatrului Național din Craiova, 2000;
- Centrul Biografic Internațional de la Cambridge a hotărât ca numele lui Emil Boroghină să fie inclus în lucrarea biografică de referință „Artiști și scenografi remarcabili ai sec. al XX-lea", ediția 2000;
- Director onorific al Teatrului Național „Mihail Eminescu” de la Chișinău,  declarat prin Ordin al Ministrului Culturii al Republicii Moldova;
- Personalitate Internațională a Anului în 2001 - International Biographical Centre Cambridge;
- Premiul Național Marin Sorescu pentru contribuția excepțională la dezvoltarea teatrului românesc, acordat de Academia Română în 2001;
- Premiul pentru patronul spiritual al Târgului de Carte Gaudeamus - Craiova, 2002;
- Premiile „VIP” - Premiul „Oamenii Lunii”, acordat pentru organizarea celei de-a V-a ediții a Festivalului Internațional „Shakespeare”, 2006;
- Premiul de Excelență acordat de Senatul UNITER pentru calitatea excepțională a Festivalului Internațional „Shakespeare” din anul 2006;
- Premiul de Excelență acordat de Asociația Internațională a Criticilor de Teatru, 2008;
- Premiul pentru Teatru al Galei Radio România Cultural 2011, «pentru ediția din 2010 a Festivalului Internațional „Shakespeare” centrată tematic, în mod temerar și exemplar, pe capodopera „Hamlet”»;
- Premiul pentru Teatru al Galei „Superlativele VIP” 2011, pentru Festivalul Shakespeare din anul 2010;
- Premiul pentru întreaga activitate în sprijinul și promovarea relațiilor culturale româno-britanice, acordat de British Council la Gala Premiilor UNITER 2012;
- Premiul excelența în cultură pentru anul 20212, acordat în cadrul Galei "Rotary susține excelența în comunitate";
- Premiul special acordat de președintele UNITER, Ion Caramitru - 2016;
- Asociația Internațională a Criticilor de Teatru (A.I.C.T), Secția Română - Teatrologie- Premiile Criticii 2016 pe 23 aprilie, la Festivalul Internațional Shakespeare Craiova;
- Premiul „Prospero”, „pentru himericul vis al Prințului Hamlet, devenit realitate: a fi cu Shakespeare până la capătul Spectacolului” (premiu oferit de TNC) - 2016;
- Doctor Honoris Causa al Academiei de Muzică, Teatru și Arte Plastice de la Chișinău (22 Martie 2017);
- Doctor Honoris Causa al Universității din Craiova, 2018;
- Premiul pentru cel mai bun spectacol de teatru radiofonic al anului 2017 în cadrul ediției a XXVI-a a Galei Premiilor UNITER 2018 - „Ovidiu, exilatul de la Pontul Euxin”;
- Gala UNITEM (Uniunea Teatrală din Moldova) - Premiul de Excelență, 2018;
- Premiul de excelență al Academiei Internaționale „Mihail Eminescu” din Craiova (2019);
- Gala premiilor de excelență „10 pentru Craiova“ - Premiul de excelență în Artă teatrală, 2019;
- Decorat cu Ordinul Național „Serviciul Credincios” în grad de Ofițer, de către Președintele României, 2020[4];
- Premiul „Constantin Brâncoveanu” pentru cariera de excepție în teatrul românesc (2020);
- Premiul special al Galei UNITER 2021 - „Teatrul POESIS”, program al Teatrului Național „Marin Sorescu” Craiova și al Teatrului Nottara din București;
- Premiu de Excelență pentru măiestria artistică în artele spectacolului și pentru promovarea valorilor culturale universale, acordat de revista Regal Literar, 2021;
- Doctor Honoris Causa al U.N.A.T.C. (2021);
- Premiile Teatrului Național Radiofonic - Premiul pentru cea mai bună interpretare masculină pentru rolul Dante Alighieri, din spectacolul „Călătoria lui Dante” (după Divina Commedia) - 2022;
- Premiul Festivalului Internațional Shakespeare Craiova (2024);
- Premiile Radar de Media - Premiul Myosotis  pentru  teatru (11 iulie 2024) - sub patronajul Ministerului Culturii.
- Ordinul de Onoare conferit de către președinta Republicii Moldova, doamna Maia Sandu (Chișinău, 12 septembrie 2024) „În semn de înaltă apreciere a activității de creație, pentru merite deosebite în dezvoltarea, promovarea și afirmarea artei teatrale românești pe plan internațional, precum și pentru contribuția substanțială la consolidarea dialogului cultural dintre Republica Moldova și România”[5]